# Tapirs
De tapirs (Tapiridae) zijn een familie van onevenhoevigen die alleen nog voorkomt in Zuidoost-Azië en Zuid- en Midden-Amerika. Er zijn echter fossielen bekend van over de hele wereld.

## Kenmerken
Jonge tapirs zijn gestreept, pas op latere leeftijd kleuren ze donkerbruin, waarbij de Indische soort een witte achterkant krijgt.

## Leefwijze
De nog voorkomende tapirs zijn planteneters die met hun korte slurf behendig bladeren en twijgen van bomen en struiken kunnen grissen. Alleen in de voortplantingstijd zoeken tapirs contact met soortgenoten. In gevangenschap kunnen ze zonder problemen met meerdere dieren bij elkaar gehouden worden, maar van sociaal gedrag is geen sprake.

## Verdediging
Een tapir kan zichzelf alleen verdedigen door hard weg te rennen. Ondanks zijn logge voorkomen, is een tapir een snelle sprinter, zelfs voor zijn grootste vijand, de poema. Verder heeft een tapir een erg dikke, taaie huid, waardoor zijn vijand zeer moeilijk dodelijke verwondingen aan het lichaam kan veroorzaken. De huid rond de nek is het dikst. Dat is een goede bescherming, omdat zijn vijanden voornamelijk grote katachtigen zijn die hun prooi doden door in hun nek te bijten.

## Vondsten in Nederland
Ook in Nederland worden regelmatig tapirfossielen gevonden. Zo zijn er drie gebitselementen gevonden in de kleigroeven van Tegelen, bij Venlo. In Noord-Brabant zijn er enkele vondsten gedaan, waarbij ook een bot uit een achtervoet is gevonden. Begin 2021 is er voor het eerst een hoefbotje gevonden op de Tweede Maasvlakte. Het is ongeveer twee miljoen jaar oud.

## Soorten
De familie omvat de volgende levende soorten:
- Bergtapir (Tapirus (Pinchacus) pinchaque)
- Indische tapir (Tapirus (Acrocodia) indicus)
- Laaglandtapir (Tapirus (Tapirus) terrestris)
- Midden-Amerikaanse tapir (Tapirus (Tapirella) bairdii)
- Tapirus kabomani

## Geslachten
De volgende geslachten zijn bij de familie ingedeeld:
- Hesperaletes  †
- Miotapirus  †
- Protapirus  †
- Tapiriscus  †
- Tapirus

Midden-Amerikaanse tapir (Tapirus bairdi) · Indische tapir (Tapirus indicus) · Bergtapir (Tapirus pinchaque) · Laaglandtapir (Tapirus terrestris)